# Российско-сербское соглашение об обмене культурными ценностями
В январе 2019 года в Белграде президентами двух стран была достигнута договорённость об обмене между Российской Федерацией и Республикой Сербией культурных ценностей, хранившихся в Российской национальной библиотеке и Национальном музее Сербии. В сербском Министерстве культуры эту договорённость назвали «одним из ключевых событий в культурной жизни страны».
Российская сторона выражала готовность передать 166-й лист Мирославова Евангелия в обмен на 5 картин Николая Рериха, и 2 его эскиза с сербской стороны.
19 октября 2019 года соответствующее межправительственное соглашение было подписано министром культуры России В.Р. Мединским и министром культуры Сербии В. Вукосалевичем.
16 марта 2020 года проект федерального закона о ратификации данного соглашения был внесён в Государственную думу. 23 июня 2020 года нижняя палата Федерального собрания проголосовала «за» обмен культурными ценностями. 8 июля Совет Федерации одобрил решение Государственной думы, отправив ратификационную грамоту Президенту РФ на подписание, которое состоялось 13 июля 2020. Федеральный закон опубликован в «Российской газете» 16 июля 2020 года.

## Мирославово Евангелие

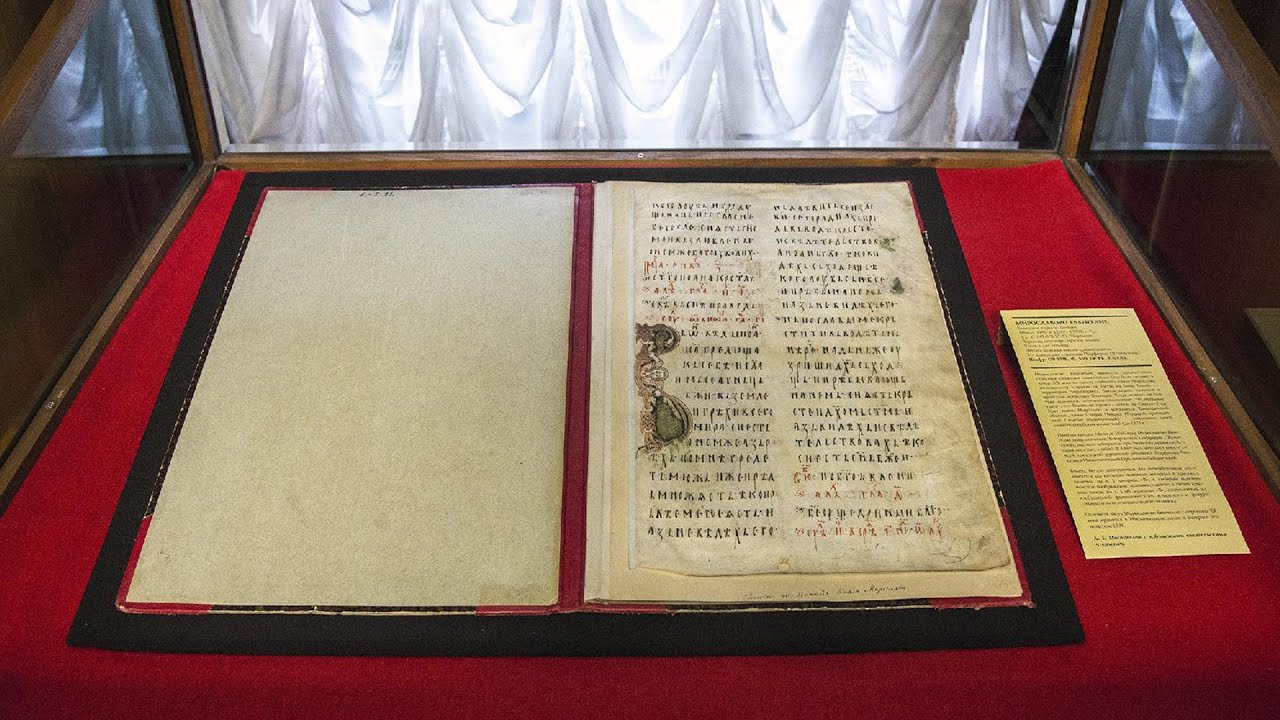
Лист Мирославова Евангелия, Российская публичная библиотека в Санкт-Петербурге

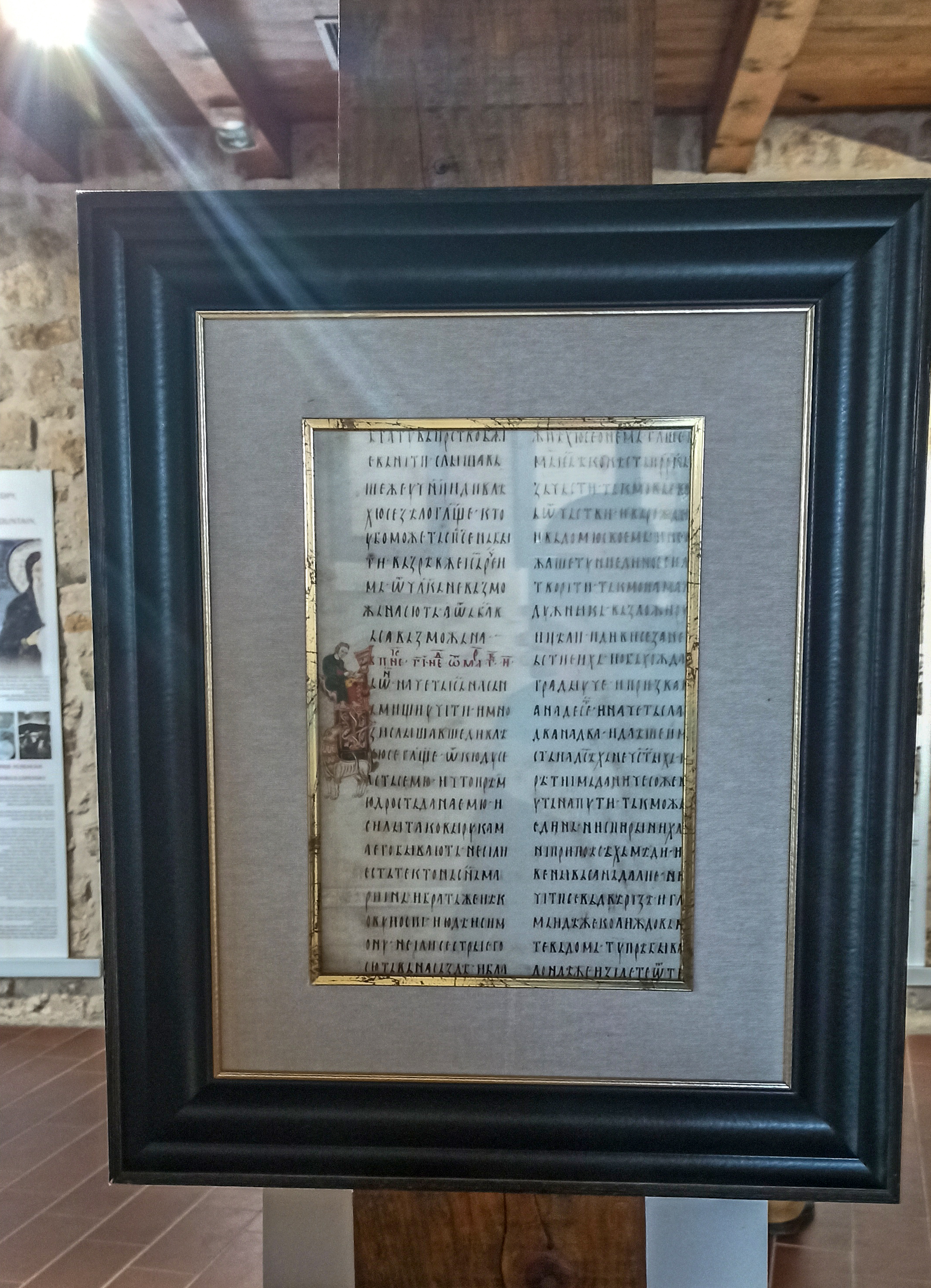
Лист Мирославова Евангелия в экспозиции

Мирославово Евангелие — национальная реликвия сербского народа. Вероятный вариант обмена обсуждался на протяжении нескольких лет. Сначала хотели обменять на русскую икону Богородицы Владимирской, хранившейся на тот момент в Сербии. Но в 2017 году в Белграде были обнаружены картины Николая Рериха, в обмен на которые Евангелие решено передать сербской стороне.
Мирославово Евангелие представляет собой древнейший образец кириллической сербской письменности. Оно было создано в XII веке, между 1180 и 1200 годами, по заказу князя Мирослава, владевшего захумскими землями (ныне это часть Черногории), который приходился братом Стефану Немани, родоначальнику сербской династии Неманичей.
Рукопись, скорее всего, была заказана для монастыря святого Петра в Лиме (современная Черногория), какое-то время служившего княжеской усыпальницей. Надпись на портале монастыря гласит: «Во имя Отца, и Сына, и Святого Духа я, сын Завидин, а именем раб Божий Стефан Мирослав, князь Хумский, построил церковь святого апостола Петра». Сотрудники Российской национальной библиотеки Валентин Сидорин, Евгений Ляховицкий и Жанна Левшина полагают, что к завершению строительства храма это роскошное служебное Евангелие и было создано.
Впоследствии оно попало в Хиландарский монастырь на Афоне. Во второй половине XIX века Хиландар посещает русский епископ Порфирий Успенский. В библиотеке монастыря Порфирий был так очарован красотой книги, что вырвал 166-й лист, который он привёз в Санкт-Петербург в дар Императорской публичной библиотеке. По другой версии, монахи подарили ему этот лист Евангелия. Дарение страницы было нормальной практикой для тех лет. По другим сведениям, епископ всё же не подарил, а продал лист библиотеке. Он был приобретён указанной библиотекой в 1883 году в составе большой коллекции Порфирия Успенского.
Этот лист Мирославова Евангелия появился на исторической выставке в Киеве, где привлёк внимание сербского фотографа Стояна Новаковича. Сербские научные круги проявили интерес к Мирославову Евангелию, после чего король Сербии Александр I Обренович в 1896 году посетил Хиландарский монастырь и погасил все его долги, а ему в знак благодарности были переданы различные реликвии, среди которых было и Мирославово Евангелие. В 1950 году Мирославово Евангелие было передано в Национальный музей в Белграде. На копии Мирославова Евангелия дают клятву президенты Сербии во время инаугурации.
После покупки листа Императорской библиотекой для него сделали специальный золотой переплёт с тиснением. Во время Великой Отечественной войны Петербургский лист был эвакуирован в город Мелеке́сс (ныне Димитровград Ульяновской области) и не пострадал.
Рукопись представляет собой один пергаменный лист (41 × 27,5 см). Это фрагмент Месяцеслова. Текст написан уставом в два столбца на церковнославянском языке, декорирован двумя крупными инициалами в красках с применением золота — плетёного орнамента с антропоморфными и зооморфными элементами.

## Картины Рериха
В Национальном музее Сербии хранилось 7 работ кисти Николая Рериха: «Бургустан. Кавказ» (1913), «Звоны» (1919, картина известна также под названием «Благовест»), «Благие посетившие» (1923, известна и под названием «Святые гости»), «Берендеи. Деревня» (1921, также известна под названием «Деревня Берендея»), «Преподобный Сергий Радонежский» (1922, известна как «Юность Преподобного Сергия»), а также два эскиза костюмов к опере Римского-Корсакова «Снегурочка» (1921).
Картины считались утраченными в ходе Второй мировой войны, но были обнаружены в Белграде в 2017 году.
В 1932 году Николай Рерих написал письмо сербскому королю Александру I, в котором предложил в дар музею одно из своих полотен.

«Горит сердце мое принести в дар этой сокровищнице одну из картин моих, но творчество мое распадается на два мира: один — мир славянский, русский, другой — мир колыбели родоначальников славян арийцев — Гималаи. Как избрать? Не будет ли благоугодно Вашему Королевскому Величеству указать мне, который из этих миров был бы желателен для сокровищницы Белграда?» Письмо от 5 июня 1930 года, хранящейся в государственном архиве Сербии— https://agnivesti.ru/news25419
Король ответил, что предпочёл бы картину «из русской жизни или природы, то есть из мира славянского». В Сербию привезли и другие работы Рериха в рамках выставки его творчества, но нападение нацистской Германии и её союзников на Югославию в апреле 1941 года помешало вернуть экспонаты в Россию.

## Содержание международного договора[2]
| Статья           | Комментарий к статье | Примечание |
| ---------------- | --- | --- |
| Статья первая    | В Соглашении используются термины: • «Российская библиотека» ― федеральное государственное бюджетное учреждение «Российская национальная библиотека» в Санкт-Петербурге, Россия • «Сербский музей» ― народный музей в Белграде, Республика Сербия • «Петербургский лист Мирославова Евангелия» ― хранящийся в Российской национальной библиотеке лист за номером 166 Мирославова Евангелия (далее ― лист Мирославова Евангелия), датировка между 1180 и 1200 годами (1196?), (41 × 27,5 см), пергамент, чернила, киноварь, краски, золото • «Картины и эскизы авторства Николая Константиновича Рериха» (далее по тексту «картины Николая Рериха») − хранящиеся в Народном музее в Белграде картины Николая Рериха, а именно: 1. «Святые гости. (Благие посетившие)». 1923 год. Холст, масло. Размеры 103 x 174 см (с рамой), 81x152,5 см (без рамы); 82x 153,5 см (по подрамнику). Инвентарный номер 849 2. «Берендеи. Деревня. (Слобода Берендеева)». 1919 год. Холст, масло. Размеры: 69x 100 см (с рамой); 61x91 см (без рамы). Инвентарный номер 853 3. «Звоны. (Зов колокола)». 1918 год (1919?). Фанера, масло. Размеры: 56 х 87 см (с рамой); 49 х 80 см (по просматривающимся обкладкам); 48,5 х 78,5 см (без рамы). Инвентарный номер 893 4. «Бургустан на Кавказе (Бургустан. Кавказ)» (из серии «Кавказские этюды»). 1913 год (?). Картон, масло. Размеры: 51,5x93 см (с рамой); 44,1 x86,1 см (по просматривающимся обкладкам); 42,5 х 84 см (без рамы). Инвентарный номер 894 5. «Святой Сергий (преподобный Сергий Радонежский)». 1922 год. Холст, масло. Размеры: 53,2 х 79,5 см (с рамой); 50,5 х 76,5 см (без рамы). Инвентарный номер 919 6. "Эскиз женского костюма для «Снегурочки». 1908/1921. Картон, темпера, карандаш, пастель (?). Размеры: 70x33,5 см (с рамой); 61,5 х 24,6 см (в свету). Инвентарный номер 933 7. "Эскиз женского костюма к опере «Снегурочка». 1908/1921. Картон, темпера, карандаш, пастель (?). Размеры: 70 х 34 см (с рамой); 61 х 24,5 см (в свету). Инвентарный номер 934. | |
| Статья вторая    | 1. Российская Сторона передаёт Сербской Стороне в Белграде (Республика Сербия) лист Мирославова Евангелия, а Сербская Сторона передаёт Российской Стороне в Москве (Российская Федерация) картины Николая Рериха. 2. Передача листа Мирославова Евангелия и картин Николая Рериха осуществляется в течение месяца с даты вступления настоящего Соглашения в силу и должна быть завершена в течение этого срока. Передача оформляется двусторонними актами приёма-передачи. Окончательное завершение передачи листа Мирославова Евангелия и картин Николая Рериха оформляется отдельным заключительным протоколом. Акт приёма-передачи листа Мирославова Евангелия подписывается полномочными представителями Министерства культуры Российской Федерации, российской библиотеки и Министерства культуры и информации Республики Сербии. Акт приёма-передачи картин Николая Рериха подписывается полномочными представителями Министерства культуры Российской Федерации и Министерства культуры и информации Республики Сербии, сербского музея. Полномочными представителями Министерства культуры Российской Федерации и Министерства культуры и информации Республики Сербии подписывается заключительный протокол приёма-передачи листа Мирославова Евангелия и картин Николая Рериха после подписания двусторонних актов приёма-передачи. | В январе 2020 года Народная скупщина Республики Сербской ратифицировала Соглашение. Договор также подписан Президентом РФ 13 июля 2020 года после его ратификации Федеральным собранием Российской Федерации. Ожидалось, что передача культурных ценностей произойдёт до конца 2020 года. Но этого не произошло. Картины Николая Константиновича Рериха будут переданы Санкт-Петербургу и Ленинградской области ― Музею-усадьбе Рерихов в Изваре и Государственному музею-институту Рерихов. Ленинградской области будет передано 2 эскиза костюмов к опере Римского-Корсакова «Снегурочка» и картина «Деревня Берендея». При этом один из эскизов «Снегурочки» может быть размещён в Музее Римского-Корсакова в Тихвине. |
| Статья третья    | 1. Российская Сторона осуществляет страхование листа Мирославова Евангелия, его транспортировку из российской библиотеки до места его хранения на территории Республики Сербии с принятием необходимых и достаточных мер охраны, а также финансирует все возникающие в связи с этим расходы до момента подписания акта приёма-передачи. Сербская Сторона осуществляет страхование картин Николая Рериха, их транспортировку из сербского музея до места их хранения на территории Российской Федерации с принятием необходимых и достаточных мер охраны, а также финансирует все возникающие в связи с этим расходы до момента подписания акта приёма-передачи. 2. Сербская Сторона оплачивает расходы по приобретению материалов, используемых для упаковки картин Николая Рериха. Сербская Сторона выбирает компетентную фирму, имеющую опыт в транспортировке культурных ценностей. Сербская Сторона несёт ответственность за качество упаковочных материалов, услуги по транспортировке и охране картин Николая Рериха. 3. Упаковка листа Мирославова Евангелия осуществляется работниками российской библиотеки в присутствии полномочных представителей Министерства культуры Российской Федерации и Министерства культуры и информации Республики Сербии. 4. Упаковка картин Николая Рериха осуществляется работниками сербского музея в присутствии полномочных представителей Министерства культуры Российской Федерации и Министерства культуры и информации Республики Сербии. | |
| Статья четвёртая | 1. С момента подписания акта приёма-передачи Сербская Сторона несёт ответственность за переданный лист Мирославова Евангелия, а также любые риски, связанные с его сохранностью, включая риск его случайной гибели. С момента подписания акта приёма-передачи Российская Сторона несёт ответственность за переданные картины Николая Рериха, а также любые риски, связанные с их сохранностью, включая риск их случайной гибели. 2. С момента подписания заключительного протокола Сербская Сторона не предъявляет каких-либо претензий любого характера к Российской Федерации, её физическим и юридическим лицам в отношении листа Мирославова Евангелия. С момента подписания заключительного протокола Российская Сторона не предъявляет каких-либо претензий любого характера к Республике Сербии, её физическим и юридическим лицам в отношении картин Николая Рериха. | |
| Статья пятая     | Лист Мирославова Евангелия при его вывозе из Российской Федерации и ввозе в Республику Сербию не облагается таможенными пошлинами, налогами и иными сборами. Российская Сторона до подписания Сторонами акта приёма-передачи выдаёт необходимые разрешительные документы на вывоз листа Мирославова Евангелия. Картины Николая Рериха при их вывозе из Республики Сербии и ввозе в Российскую Федерацию не облагаются таможенными пошлинами, налогами и иными сборами. Сербская Сторона до подписания Сторонами акта приёма-передачи выдаёт необходимые разрешительные документы на вывоз картин Николая Рериха. | |
| Статья шестая    | Разногласия по поводу толкования или применения настоящего Соглашения, которые могут возникнуть между Сторонами, будут разрешаться дипломатическим путём. | |
| Статья седьмая   | Настоящее Соглашение подлежит ратификации и вступает в силу в первый день месяца, следующего после даты обмена Сторонами ратификационными грамотами. | По состоянию на 7 октября 2021 года обмен культурными ценностями ещё не состоялся. |